# (10148) Shirase
(10148) Shirase (1994 GR9) – planetoida z pasa głównego asteroid okrążająca Słońce w ciągu 5,75 lat w średniej odległości 3,21 j.a. Odkryta 14 kwietnia 1994 roku.